# Asellariales
Asellariales jsou čeleď hub klasifikovaných jako Kickxellomycotina, z oddělení zygomycetes (houby spájivé). Žijí endosymbioticky v trávicím traktu členovců. Rozmnožují se nepohlavně pomocí arthrospor. Čeleď obsahuje tři rody (Asellaria, Baltomyces a Orchesellaria) a 14 druhů. Mezi druhy patří Asellaria dactylopus a Asellaria jatibonicua.